# 牧園中継局
牧園中継局（まきぞのちゅうけいきょく）は、鹿児島県霧島市にあるテレビ放送の中継局である。

## 概要
- 中継局名：牧園中継局
- 所在地：鹿児島県霧島市牧園町宿窪田字真角（真澄山）

## 送信設備

### 地上デジタルテレビジョン放送
| ID | 放送局名             | 物理 チャンネル | 空中線 電力 | ERP   | 放送対象地域 | 放送区域 内世帯数 | 偏波面   | 備考         |
| -- | -------------------- | --------------- | ----------- | ----- | ------------ | ----------------- | -------- | ------------ |
| 1  | MBC 南日本放送       | 49              | 100mW       | 350mW | 鹿児島県     | 524世帯           | 水平偏波 | なし         |
| 2  | NHK 鹿児島教育       | 45              | 100mW       | 320mW | 全国         | 524世帯           | 水平偏波 | なし         |
| 3  | NHK 鹿児島総合       | 46              | 100mW       | 370mW | 鹿児島県     | 524世帯           | 水平偏波 | なし         |
| 4  | KYT 鹿児島讀賣テレビ | 43              | 100mW       | 350mW | 鹿児島県     | 524世帯           | 水平偏波 | デジタル新局 |
| 5  | KKB 鹿児島放送       | 52              | 100mW       | 350mW | 鹿児島県     | 524世帯           | 水平偏波 | デジタル新局 |
| 8  | KTS 鹿児島テレビ放送 | 48              | 100mW       | 350mW | 鹿児島県     | 524世帯           | 水平偏波 | なし         |

#### 歴史
- NHKとMBC及びKTSは、2008年（平成20年）12月26日から本放送中。
- KYTとKKBは、デジタル新局として2009年（平成21年）10月30日から本放送中。
- 2008年11月7日、九州総合通信局より牧園中継局に地上デジタルテレビジョン放送の予備免許が交付された。
- 試験放送は2008年（平成20年）12月10日から12月25日まで実施していたが終了した。

#### 補足
- 本来空中線電力はアナログ放送（後述・100mW）の1/10となるため、10mWになるべきだが、アナログ放送と同じ空中線出力だったため、実質増力による開局となった。
- 主な受信地域：鹿児島県霧島市の一部。

### 地上アナログテレビジョン放送
| チャンネル | 放送局名             | 空中線 電力         | ERP                 | 放送対象地域 | 放送区域 内世帯数 | 偏波面   |
| ---------- | -------------------- | ------------------- | ------------------- | ------------ | ----------------- | -------- |
| 4          | NHK 鹿児島総合       | 映像100mW /音声25mW | 映像300mW /音声74mW | 鹿児島県     | 不明              | 水平偏波 |
| 6          | MBC 南日本放送       | 映像100mW /音声25mW | 映像300mW /音声76mW | 鹿児島県     | 不明              | 水平偏波 |
| 10         | KTS 鹿児島テレビ放送 | 映像100mW /音声25mW | 映像270mW /音声68mW | 鹿児島県     | 不明              | 水平偏波 |
| 12         | NHK 鹿児島教育       | 映像100mW /音声25mW | 映像300mW /音声74mW | 全国         | 不明              | 水平偏波 |

- 地上アナログテレビジョン放送は、2011年（平成23年）7月24日までに全局放送終了。
- KYT鹿児島讀賣テレビとKKB鹿児島放送にはチャンネルが割り当てられていなかった。